# Filipówka (województwo warmińsko-mazurskie)
Filipówka (niem. Philippsdorf) – wieś w Polsce, położona w województwie warmińsko-mazurskim, w powiecie kętrzyńskim, w gminie Kętrzyn.
W latach 1975–1998 miejscowość administracyjnie należała do województwa olsztyńskiego.
Wieś jest siedzibą sołectwa Filipówka do którego należy Porębek.

## Integralne części wsi
| SIMC    | Nazwa   | Rodzaj     |
| ------- | ------- | ---------- |
| 0477475 | Porębek | przysiółek |

## Historia
Majątek ziemski w Filipówce pod koniec XIX w. miał powierzchnię ok. 300 ha. Powierzchnia majątku w latach dwudziestych XX w. wynosiła 400 ha, a jego właścicielem była rodzina Schwarz. Po II wojnie światowej majątek został rozparcelowany. W roku 1949 utworzono tu Rolniczą Spółdzielnię Produkcyjną. Spółdzielnia została rozwiązana w 1975 r.
Dwór w Filipówce wybudowany został w pierwszej połowie XIX w. Dwór wybudowany został na rzucie prostokąta, jako budowla parterowa. Na osi elewacji frontowej posiada dwukondygnacyjny ryzalit z ozdobnym okulusem w szczycie. Budynek przykryty jest dachem dwuspadowym. Naroża ryzalitu i korpusu głównego zdobione są sterczynami. Dwór jest w złym stanie technicznym, stanowi własność prywatną.